# Obecná teorie relativity

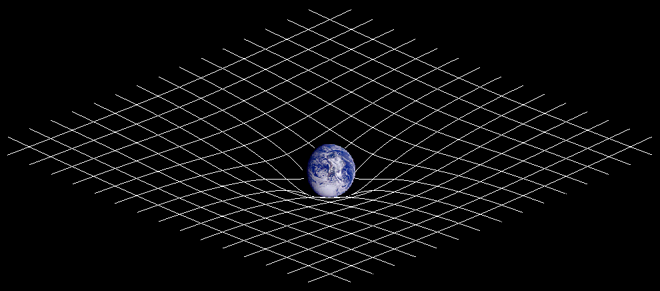
Dvoudimenzionální znázornění zakřivení prostoročasu. Přítomnost hmoty mění geometrii prostoročasu a tato (zakřivená) geometrie je chápána jako gravitace.

Obecná teorie relativity (zkratkou OTR) je fyzikální teorie gravitace publikovaná Albertem Einsteinem v roce 1915, která je popisem gravitace užívaným v moderní fyzice. Obecná teorie relativity zobecňuje speciální relativitu a Newtonův gravitační zákon do jednotného popisu gravitace jako geometrické vlastnosti prostoru a času neboli prostoročasu. Především postuluje, že zakřivení prostoročasu přímo závisí na energii a hybnosti dané hmoty nebo záření. Závislost je vyjádřena Einsteinovými rovnicemi gravitačního pole, které jsou souborem parciálních diferenciálních rovnic druhého řádu.
Některé předpovědi obecné teorie relativity se významně liší od předpovědí klasické fyziky, zejména pokud jde o plynutí času, geometrii prostoru, pohyb těles při volném pádu a šíření světla. Mezi příklady těchto rozdílů patří gravitační dilatace času, gravitační čočkování, gravitační rudý posuv světla a gravitační časové zpoždění. Všechny doposud provedené pokusy a pozorování předpovědi obecné teorie relativity potvrdily. Existují i jiné relativistické teorie gravitace, ale obecná teorie relativity je nejjednodušší teorie, která je v souladu s experimentálními daty. Podle obecné relativity je gravitace zdánlivou silou, Měsíc kolem Země neobíhá, protože se tělesa přitahují, ale protože zakřivují okolní časoprostor. Naproti tomu kvantová fyzika vysvětluje jevy jako výsledek působení interakcí mezi částicemi menšími než atom. Nutnost současné fyziky používat dvě nesourodé teorie vede k dosud neúspěšné snaze nahradit OTR teorií kvantové gravitační interakce. Gravitace je na úrovni částic tak slabá, že ji na rozdíl od ostatních interakcí nelze pozorovat.
Einsteinova teorie má důležité astrofyzikální důsledky. Například z ní vyplývá existence černých děr, oblastí prostoru, ve kterých je prostor a čas zakřiven takovým způsobem, že z nich nic nemůže uniknout, dokonce ani světlo. Černé díry jsou závěrečným stádiem vývoje hmotné hvězdy. Intenzivní záření vydávané některými druhy astronomických objektů pochází podle četných důkazů z černých děr; například mikrokvasary a aktivní galaktická jádra jsou důsledkem přítomnosti hvězdných a obřích černých děr. Gravitační ohyb světla se může projevit jako tzv. gravitační čočkování, při kterém lze pozorovat několikanásobný obraz jediného vzdáleného astronomického objektu. Obecná relativita také předpověděla existenci gravitačních vln, které byly přímo pozorovány až po sto letech prostřednictvím zařízení LIGO. Obecná teorie relativity je také základem současných kosmologických modelů trvale se rozpínajícího vesmíru.
Obecná teorie relativity je široce uznávána jako teorie neobyčejné krásy a je často označována jako nejkrásnější ze všech existujících fyzikálních teorií.

## Historie

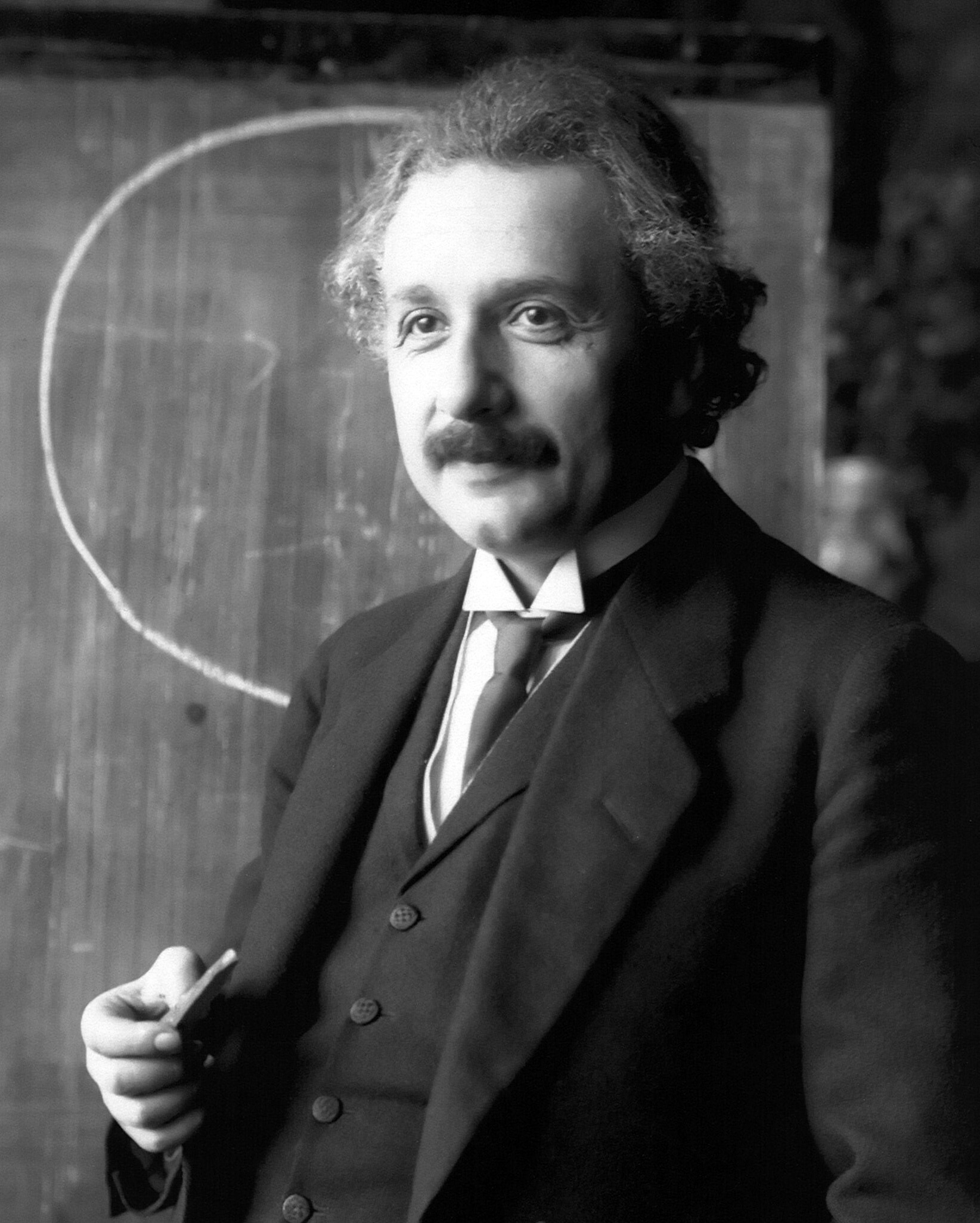
Albert Einstein objevil speciální i obecnou teorii relativity. Fotografie z roku 1921.

Brzy po zveřejnění speciální teorie relativity v roce 1905 začal Einstein uvažovat, jak začlenit gravitaci do svého nového relativistického rámce. V roce 1907, počínaje jednoduchým myšlenkovým experimentem zahrnujícím pozorovatele během volného pádu, zahájil osm let trvající hledání relativistické teorie gravitace. Po četných oklikách a chybných začátcích jeho práce vyvrcholila v listopadu 1915, kdy Pruské akademii věd prezentoval to, co je nyní známo jako Einsteinovy rovnice gravitačního pole. Tyto rovnice určují, jak je geometrie prostoru a času ovlivněna jakoukoli přítomnou hmotou a zářením, a tvoří základ Einsteinovy obecné teorie relativity.
Einsteinovy rovnice gravitačního pole jsou nelineární a velmi obtížně řešitelné. Einstein používal metody aproximace pro zjišťování počátečních předpovědí teorie. Ale již na počátku roku 1916 astrofyzik Karl Schwarzschild našel první netriviální exaktní řešení Einsteinových rovnic, tzv. Schwarzschildovu metriku. Toto řešení dalo základ pro popis konečných fází gravitačního kolapsu a objektů dnes známých jako černé díry. Ve stejném roce byly podniknuty první kroky směrem k zobecnění Schwarzschildova řešení na elektricky nabité objekty, které nakonec vyústily v Reissnerovo–Nordströmovo řešení, nyní spojené s elektricky nabitými černými děrami. V roce 1917 Einstein aplikoval svoji teorii na vesmír jako celek a vytvořil tak obor relativistické kosmologie. V souladu s tehdejším vědeckým názorem předpokládal existenci statického vesmíru, a proto do svých původních rovnic přidal nový parametr – kosmologickou konstantu – tak, aby odpovídaly předpokládanému pozorování. Nicméně v roce 1929 práce Edwina Hubbla a dalších ukázaly, že se náš vesmír rozpíná. To je snadno popsatelné pomocí expandujícího kosmologického řešení nalezeného Alexandrem Fridmanem v roce 1922, které nevyžaduje kosmologickou konstantu. Georges Lemaître použil tato řešení ke zformulování nejstarší verze modelu Velkého třesku, ve které se náš vesmír vyvinul z extrémně horkého a hustého dřívějšího stavu. Einstein později označil kosmologickou konstantu za největší omyl svého života.
Během tohoto období zůstávala obecná teorie relativity mezi fyzikálními teoriemi poněkud kuriozitou. Jasně převyšovala Newtonův gravitační zákon, neboť byla v souladu se speciální teorií relativity a vyřešila několik jevů nevysvětlitelných Newtonovou teorií. Einstein sám ukázal už v roce 1915, jak jeho teorie vysvětluje anomálii ve stáčení perihelia planety Merkur bez jakýchkoliv umělých parametrů. Expedice vedená Arthurem Eddingtonem podobně v roce 1919 potvrdila předpověď obecné teorie relativity pro stáčení paprsků od Slunce během úplného zatmění Slunce dne 29. května 1919, což Einsteina okamžitě proslavilo. Přesto teorie vstoupila do hlavního proudu teoretické fyziky a astrofyziky teprve s velkými pokroky přibližně mezi lety 1960 a 1975, nyní známých jako zlatý věk obecné teorie relativity. Fyzikové začali chápat koncept černé díry a identifikovat kvasary jako jeden z astrofyzikálních projevů těchto objektů. Stále přesnější testy ve sluneční soustavě potvrdily predikční sílu teorie a relativistická kosmologie se také stala přístupnou pro přímé pozorovací testy.
V průběhu let získala obecná teorie relativity pověst jako teorie mimořádné krásy. Podle astrofyzika Subrahmanyana Chandrasekhara obecná teorie relativity vykazuje na vícero úrovních to, co Francis Bacon nazýval „podivnost v proporcích“ (tj. prvky, které vzbuzují úžas a překvapení). Teorie klade proti sobě základní pojmy (prostor a čas versus hmota a pohyb), které byly dříve považovány za zcela nezávislé. Chandrasekhar také poznamenal, že Einsteinovými jedinými vodítky při hledání přesné teorie byl princip ekvivalence a jeho cit, že správný popis gravitace by měl mít geometrický základ. Dalšími prvky krásy souvisejícími s obecnou teorií relativity jsou její jednoduchost, symetrie, způsob, jakým začleňuje invarianci a sjednocení a dokonalá logická konzistence.

## Od klasické mechaniky kobecné teorii relativity
Obecnou teorii relativity lze pochopit zkoumáním podobností a zároveň odchylek od klasické fyziky. Prvním krokem je zjištění, že klasická mechanika a Newtonův gravitační zákon připouští geometrický popis. Kombinace tohoto popisu se zákony speciální teorie relativity vede k heuristickému odvození obecné teorie relativity.

### Geometrie Newtonovské gravitace

Podle obecné teorie relativity se objekty v gravitačním poli chovají podobně jako objekty uvnitř zrychlující obálky. Například pozorovatel uvidí padat míček v raketě (vlevo) stejným způsobem jako na Zemi (vpravo) za předpokladu, že zrychlení rakety je rovno 9,8 m/s^{2} (gravitační zrychlení na povrchu Země).

Základem klasické mechaniky je představa, že pohyb tělesa lze popsat jako kombinaci volného (či setrvačného) pohybu, a odchylky od tohoto volného pohybu. Takové odchylky jsou způsobeny vnějšími silami působícími na těleso podle druhého Newtonova pohybového zákona, který říká, že samotná síla působící na těleso je rovna (setrvačné) hmotnosti vynásobená jeho zrychlením. Upřednostňované inerciální pohyby jsou spojeny s geometrií prostoru a času: ve standardních vztažných soustavách klasické mechaniky se objekty při volném pohybu pohybují podél přímých čar konstantní rychlostí. V moderním jazyce jsou jejich dráhy geodetiky, přímé světočáry, v zakřiveném prostoročasu.
Naopak lze očekávat, že setrvačné pohyby, identifikované pozorováním skutečných pohybů těles a úpravou vnějších sil (jako je elektromagnetismus nebo tření), mohou být použity k definování geometrie prostoru, stejně jako časových souřadnic. Nejednoznačnost se objeví, jakmile do hry vstoupí gravitace. Podle Newtonova gravitačního zákona a jeho ověření nezávislými experimenty, které prováděl Eötvös a jeho nástupci (viz Eötvösův experiment), existuje univerzálnost volného pádu (známá také jako slabý princip ekvivalence nebo univerzální rovnost setrvačné a pasivní gravitační hmotnosti): trajektorie testovaného tělesa při volném pádu závisí pouze na jeho poloze a počáteční rychlosti, avšak nikoli na žádné z jeho materiálových vlastností. Zjednodušená verze je obsažena v Einsteinově experimentu s výtahem, ilustrovaném na obrázku vpravo: pro pozorovatele v malé uzavřené místnosti není možné rozhodnout sledováním trajektorie těles, jako je např. upuštěný míč, zdali je místnost v klidu v gravitačním poli nebo ve volném prostoru na palubě rakety, která zrychluje rychlostí rovnající se gravitačnímu poli.
Vzhledem k univerzálnosti volného pádu neexistuje žádný pozorovatelný rozdíl mezi inerciálním pohybem a pohybem vlivem gravitace. To naznačuje definici nové třídy inerciálního pohybu, konkrétně objektů volného pádu pod vlivem gravitace. Tato nová třída preferovaných pohybů také definuje geometrii prostoru a času – v matematických pojmech jde o pohyb po geodetikách spojený se specifickou konexí, která závisí na gradientu gravitačního potenciálu. V této konstrukci má prostor stále obyčejnou euklidovskou geometrii. Avšak prostoročas jako celek je složitější. Jak lze ukázat pomocí jednoduchých myšlenkových experimentů po trajektoriích volného pádu různých testovaných částic, výsledek pohybu prostoročasových vektorů, které mohou znamenat rychlost částic (interval časové povahy/časupodobný interval), se bude lišit podle trajektorie částic; matematicky hovoříme, že Newtonovo spojení není integrabilní. Z toho lze vyvodit, že prostoročas je zakřivený. Výsledná Newton-Cartanova teorie je geometrická formulace newtonovské gravitace za použití pouze kovariantních konceptů, tj. popisu, který je platný v libovolném požadovaném souřadném systému. V tomto geometrickém popisu slapové síly – relativní zrychlení těles ve volném pádu – souvisí s odvozeným vztahem ukazujícím, jak je upravená geometrie způsobena přítomností hmoty.

### Relativistické zobecnění

Světelný kužel

Jakkoliv je geometrická newtonovská gravitace pozoruhodná, její základ – klasická mechanika – je pouze zvláštním případem (speciální) relativistické mechaniky. V jazyce symetrie: pokud lze gravitaci zanedbat, je fyzika lorentzovsky invariantní, jako například ve speciální teorii relativity, spíše než galileovsky invariantní, jako v klasické mechanice. (Definující symetrií speciální teorie relativity je Poincarého grupa, která zahrnuje translace, rotace a lorentzovské transformace.) Významné rozdíly mezi těmito dvěma přístupy nastávají, když se zabýváme rychlostmi blížícími se rychlosti světla a oblastmi vysokých energií.
S Lorentzovou symetrií vstupují do hry další struktury. Jsou definovány sadou světelných kuželů (viz obrázek). Světelné kužele definují kauzální strukturu: pro každou událost A existuje soubor událostí, které mohou v zásadě buď ovlivňovat, nebo být ovlivněny A prostřednictvím signálů nebo interakcí, které nemohou cestovat rychleji než světlo (například událost B na obrázku) a soubor událostí, na něž je takový vliv nemožný (například událost C na obrázku). Tyto sady jsou nezávislé na pozorovateli. Ve spojení se světočárami volně padajících částic mohou být světelné kužele použity k rekonstrukci semi Riemannovské metriky prostoročasu, přinejmenším až ke kladnému skalárnímu faktoru. V matematických pojmech toto definuje konformní strukturu nebo konformní geometrii.
Ve speciální teorii relativity nefiguruje gravitace, takže je vhodným modelem pro praktické aplikace, kdy lze její vliv zanedbat. Pokud zahrneme gravitaci a předpokládáme univerzálnost volného pádu, pak platí obdobná úvaha jako v předchozí části: neexistuje globální inerciální vztažná soustava. Místo toho existují přibližné inerciální vztažné soustavy pohybující se spolu s volně padajícími částicemi. Převedeno do jazyka prostoročasu: přímé světočáry, které definují inerciální vztažnou soustavu bez gravitace, jsou deformovány na linie, které jsou vůči sobě zakřivené, což naznačuje, že zahrnutí gravitace vyžaduje změnu geometrie prostoročasu.
A priori není jasné, zda se nové lokální soustavy ve volném pádu shodují s referenčními rámci, ve kterých platí zákony speciální teorie relativity – tato teorie je založena na šíření světla a tedy na elektromagnetismu, který by mohl mít jiný soubor preferovaných soustav. Ale při použití různých předpokladů o speciálně relativistických soustavách (jako je jejich fixace na Zem nebo ve volném pádu) lze odvodit různé předpovědi pro gravitační rudý posun, tedy způsob, jakým se mění frekvence světla když se světlo šíří gravitačním polem (viz níže). Skutečná měření ukazují, že volně padající soustavy jsou ty, ve kterých se světlo šíří tak, jak tomu je ve speciální teorii relativity. Zobecnění tohoto postulátu, a to, že zákony speciální teorie relativity mají dobrou aproximaci ve volně padajících (a nerotujících) referenčních soustavách, je známo jako Einsteinův princip relativity, zásadní průvodní princip pro zobecnění speciálně relativistické fyziky tak, aby zahrnovala i gravitaci.
Stejná experimentální data ukazují, že čas měřený hodinami v gravitačním poli, tzv. vlastní čas, nesplňuje pravidla speciální teorie relativity. V jazyce geometrie prostoročasu neměří podle Minkowského metriky. Stejně jako v Newtonovském případu to naznačuje obecnější geometrii. V malých měřítkách jsou všechny referenční soustavy, které jsou ve volném pádu, ekvivalentní a přibližně Minkowské. V důsledku toho se nyní zabýváme zakřiveným zobecněným Minkowského prostoru. Metrický tenzor, který definuje geometrii – zejména to, jak se měří délky a úhly – není Minkowského metrika speciální teorie relativity, je to zobecnění známé jako semi nebo pseudo-Riemannova metrika. Navíc každá Riemannova metrika je přirozeně spojena s určitým druhem spojení, Levi-Civitovou konexí, a to je ve skutečnosti spojení, které splňuje princip ekvivalence a vytváří prostor lokálně Minkowský (tj. ve vhodných lokálních inerciálních souřadnicích je metrika Minkowská a její první parciální derivace a koeficienty spojení zmizí).

### Einsteinovy rovnice
Po formulaci relativistické, geometrické verze vlivů gravitace zůstává otázka zdroje gravitace. V Newtonovské gravitaci je zdrojem hmota. Ve speciální teorii relativity se ukazuje, že hmota je součástí obecnější kvantity nazývané tenzor energie a hybnosti, který zahrnuje jak hustotu energie, tak i hybnost, stejně jako napětí: tlak a střih. Při použití principu ekvivalence lze tento tenzor snadno zobecnit na zakřivený prostoročas. Vycházejíc dále z analogie s geometrickou Newtonovskou gravitací je přirozené předpokládat, že rovnice pole pro gravitaci se týká tohoto tenzoru a Ricciho tenzoru, který popisuje určitou třídu slapových efektů: změnu objemu pro malý oblak testovaných částic, které jsou zpočátku v klidu a pak padají volným pádem. Ve speciální teorii relativity zachování energie-hybnosti odpovídá tvrzení, že tenzor energie a hybnosti je bez divergence. Tato formule lze též snadno zobecnit na zakřivený prostoročas nahrazením parciální derivace svými protějšky v podobě zakřivených variet, kovariantních derivací zkoumaných v diferenciální geometrii. S touto dodatečnou podmínkou je kovariantní odchylka tenzoru energie a hybnosti, a tedy co je na druhé straně rovnice, nula – nejjednodušší je sada rovnic, kterým se říká Einsteinovy rovnice gravitačního pole:
{\displaystyle G_{\mu \nu }\equiv R_{\mu \nu }-{\textstyle 1 \over 2}R\,g_{\mu \nu }={8\pi G \over c^{4}}T_{\mu \nu }\,}
Na levé straně je tzv. Einsteinův tenzor, specifická kombinace Ricciho tenzoru {\displaystyle R_{\mu \nu }} a metriky. Kde {\displaystyle G_{\mu \nu }} je symetrický. Konkrétně:
{\displaystyle R=g^{\mu \nu }R_{\mu \nu }\,}
je skalár křivosti. Samotný Ricciho tenzor souvisí s obecnějším Riemannovým tenzorem křivosti jako
{\displaystyle R_{\mu \nu }={R^{\alpha }}_{\mu \alpha \nu }.\,}
Na pravé straně {\displaystyle T_{\mu \nu }} je tenzor energie a hybnosti. Všechny tenzory jsou zapsány v abstraktním indexovém zápisu. Porovnáním předpovědi teorie s pozorovanými výsledky pro oběžnou dráhu planet nebo rovnocenně s tím, že slabá gravitace, nízkorychlostní limit je newtonovská mechanika, konstanta úměrnosti může být stanovena jako κ = 8πG/c4, kde G je gravitační konstanta a c je rychlost světla. Když nepůsobí žádná hmota, tak zmizí tenzor energie a hybnosti, a výsledkem jsou Einsteinovy rovnice pro vakuum,
{\displaystyle R_{\mu \nu }=0.\,}

### Alternativy kobecné teorii relativity
Existují alternativy k obecné teorii relativity postavené na stejných předpokladech, které zahrnují i další pravidla a nebo omezení, což vede k různým rovnicím polí. Příkladem je Whiteheadova teorie, Brans- Dickeova teorie, teleparalelismus, f(R) gravitace a Einstein-Cartanova teorie.

## Definice a základní použití
Odvození popsané v předchozí části obsahuje všechny informace potřebné k definování obecné teorie relativity, popis jejích klíčových vlastností a řešení otázky zásadního významu ve fyzice, konkrétně, jak lze teorii použít pro modelování.

### Definice a základní vlastnosti
Obecná teorie relativity je metrická teorie gravitace. V jejím jádru jsou Einsteinovy rovnice, které popisují vztah mezi geometrií čtyřrozměrné pseudo-Riemannovské variety reprezentující prostoročas a tenzor energie a hybnosti obsažený v tomto prostoročasu. Fenomeny, které jsou v klasické mechanice připisovány působení síly gravitace (například volný pád, pohyb po oběžné dráze a trajektorie kosmických lodí), odpovídají inerciálnímu pohybu uvnitř zakřivené geometrie prostoročasu v obecné teorii relativity; neexistuje žádná gravitační síla odklánějící objekty z jejich přirozených, přímých cest. Namísto toho gravitace odpovídá změnám ve vlastnostech prostoru a času, což zase mění nejpravděpodobnější cesty, které budou objekty přirozeně následovat. Zakřivení je zase způsobeno energií a hybností hmoty. Parafrázováním relativisty Johna Archibalda Wheelera, prostoročas říká hmotě, jak se má pohybovat; hmota říká prostoročasu, jak se má zakřivovat.
Zatímco obecná teorie relativity nahrazuje skalární gravitační potenciál klasické fyziky symetrickým tenzorem druhého řádu, druhá je redukována na prvních v některých mezních případech. U slabých gravitačních polí a pomalé rychlosti k rychlosti světla se předpovědi teorie shodují s předpoklady teorie Newtonova gravitačního zákona.
Jelikož je konstruována pomocí tenzorů, vykazuje obecná teorie relativity princip obecné kovariance: její zákony – a další zákony formulované v obecném relativistickém rámci – zaujímají stejnou formu ve všech souřadnicových systémech. Navíc teorie neobsahuje žádné invariantní geometrické pozaďové struktury, tzn. je nezávislá na pozadí. Splňuje tak přísnější obecný princip relativity, totiž že přírodní zákony jsou pro všechny pozorovatele stejné. Místně, jak je vyjádřeno v principu ekvivalence, je prostoročas Minkowský a zákony fyziky vykazují lokální lorentzovskou kovarianci.

### Vytváření modelu
Jádrem koncepce obecně relativistického modelování je řešení Einsteinových rovnic. Vzhledem k Einsteinovým rovnicím a vhodným rovnicím pro vlastnosti hmoty se takové řešení skládá ze specifické semi-Riemannovy variety (obvykle definované tím, že udává metriku ve specifických souřadnicích) a specifických polí definovaných na této varietě. Hmota a geometrie musí splňovat Einsteinovy rovnice, a speciálně tenzor energie a hybnosti hmoty musí být bez divergence. Hmota musí samozřejmě také vyhovovat jakýmkoliv dalším rovnicím, které byly zavedeny na jeho vlastnostech. Stručně řečeno, takovým řešením je model vesmíru, který vyhovuje zákonům obecné teorii relativity a možná i dalším zákonům upravujícím jakoukoli hmotu, která může být přítomna.
Einsteinovy rovnice jsou nelineární parciální diferenciální rovnice a jako takové jsou obtížně přesně řešitelné. Přesto je známo několik přesných řešení, ačkoli jen málo má přímé fyzikální využití. Nejznámějšími přesná řešení, a také ta, které jsou nejzajímavější z fyzikálního hlediska jsou Schwarzschildovo řešení, Reissnerovo–Nordströmovo řešení a Kerrova metrika, které každé odpovídá určitému druhu černé díry v jinak prázdném vesmíru, a Friedmann-Lemaître-Robertson-Walkerův a de Sitterův vesmír, kdy oba popisují rozpínající se vesmír. Přesná řešení velkého teoretického zájmu zahrnují Gödelův vesmír (který otevírá zajímavou možnost cestování v čase v zakřivených vesmírech), řešení Taub-NUT (modelový vesmír, který je homogenní, ale anizotropní) a anti de Sitterův prostor (který nedávno získal význam v kontextu toho, co se nazývá Maldacenova domněnka, AdS/CFT).
Vzhledem k obtížnosti nalezení přesných řešení se Einsteinovy rovnice často řeší také numerickou integrací na počítačích nebo tím, že zvažuje malé odchylky od přesných řešení. V oblasti numerické relativity se používají výkonné počítače, které simulují geometrii prostoročasu a řeší Einsteinovy rovnice pro zajímavé situace, jako jsou srážky dvou černých děr. Tyto metody mohou být v zásadě aplikovány na jakýkoli systém, který má dostatečné množství výpočetních prostředků, a může se zabývat zásadními otázkami, jako jsou nahé singularity. Přibližná řešení mohou být také nalezena v teoriích perturbace, jako je linearizovaná gravitace a její zobecnění, post-newtonovská expanze, obě byly rozvinuty Einsteinem. Ten druhý systém poskytuje systematický přístup k řešení geometrie prostoročasu, který obsahuje rozložení hmoty, která se pohybuje pomalu ve srovnání s rychlostí světla. Rozšíření zahrnuje řadu pojmů; první pojmy představují Newtonovskou gravitaci, zatímco další pojmy představují stále menší korekce k Newtonovské teorie kvůli obecné teorii relativity. Rozšířením tohoto rozmachu je parametrizovaná post-newtonovská aproximace (PPN), která umožňuje kvantitativní srovnání předpovědí obecné teorie relativity a alternativních teorií.

## Důsledky Einsteinovy teorie
Obecná teorie relativity má celou řadu fyzikálních důsledků. Některé vyplývají přímo z axiómů teorie, zatímco jiné byly objeveny až v průběhu mnoha let výzkumu, který následoval po Einsteinově prvotním zveřejnění teorie.

### Gravitační dilatace času a frekvenční posun

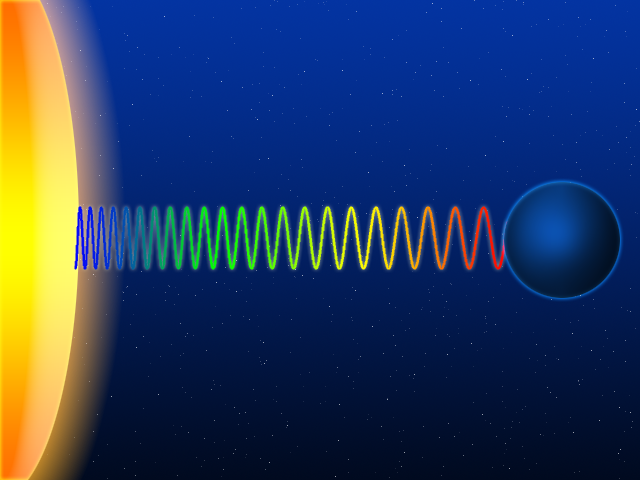
Schematické znázornění gravitačního rudého posunu světelné vlny unikající z povrchu masivního tělesa

Za předpokladu, že platí princip ekvivalence, gravitace ovlivňuje plynutí času. Světlo vyslané do gravitační studny je posunuto do modra, zatímco světlo vyslané v opačném směru (tj. vycházející z gravitační studny) je posunuto do červena; společně jsou tyto dva jevy známé jako gravitační frekvenční posun. Obecněji děje v blízkosti masivního tělesa probíhají pomaleji ve srovnání s ději probíhajícími dále; tento jev je znám jako gravitační dilatace času.
Gravitační červený posun byl změřen laboratorně a pomocí astronomických pozorování. Gravitační časová dilatace v gravitačním poli Země byla mnohokrát změřena pomocí atomových hodin, a je průběžně ověřována díky provozu globálního polohovacího systému (GPS). Ověření předpovědí pro silná gravitační pole přineslo pozorování binárních pulsarů. Všechny výsledky jsou v souladu s obecnou teorií relativity. Při současném stupni přesnosti však tato pozorování nerozlišují mezi obecnou teorií relativity a jinými teoriemi, ve kterých platí princip ekvivalence.

### Zakřivení světelného paprsku a gravitační časové zpoždění

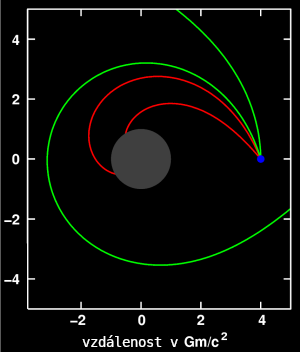
Odklon světla (vysílaný z místa, které je zobrazeno modře) v blízkosti kompaktního tělesa (zobrazeno šedě)

Obecná teorie relativity předpovídá, že dráha světla bude sledovat zakřivení prostoročasu, když bude procházet kolem hvězdy. Tento efekt byl nejprve potvrzen pozorováním světla hvězd nebo vzdálených kvazarů, které se zakřiví, když prochází kolem Slunce.
Tyto a související předpovědi vyplývají ze skutečnosti, že světlo sleduje dráhu tzv. světelné nebo nulové geodetiky – zobecnění přímek, kterými putuje světlo v klasické fyzice. Tyto geodetiky jsou zobecněním invariance rychlosti světla ve speciální teorii relativity. Při zkoumání vhodných modelů prostoročasu (buď vnější Schwarzschildova metrika, nebo pro více než jedno těleso post-newtonovská aproximace) se objevuje několik vlivů gravitace na šíření světla. I když ohyb světla může být také odvozen zobecněním volného pádu na světlo, takto vypočtený úhel zakřivení je pouze poloviční oproti hodnotě dané obecnou teorií relativity.
Se zakřivením světelného paprsku úzce souvisí gravitační časové zpoždění (neboli Shapirův efekt), jev, kdy světelný signál cestuje déle, pokud prochází gravitačním polem, než kdyby se pohyboval mimo toto pole. Tato předpověď byla mnohokrát úspěšně experimentálně ověřena. V parametrizovaném post-newtonovském formalismu (PPN) je jak míra zakřivení světelného paprsku, tak gravitačního časového zpoždění dána parametrem γ, který zahrnuje vliv gravitace na geometrii prostoru.

### Gravitační vlny

Prstenec testovacích částic deformovaných průchodem gravitační vlny (linearizované, zesílené pro lepší viditelnost)

Roku 1916 Einstein předpověděl existenci gravitačních vln, fluktuací v metrice prostoročasu, které se šíří rychlostí světla. S ohledem na analogie mezi gravitací slabého pole a elektromagnetismem se zde jedná o analogii elektromagnetických vln. Dne 11. února 2016 vědecký tým aLIGO oznámil, že přímo detekoval gravitační vlny ze srážky dvojice černých děr.
Nejjednodušší typ takové vlny lze znázornit jejím působením na prstenec volně se vznášejících částic. Sinusová vlna prostupující tímto kruhem směrem k pozorovateli zkresluje prstenec charakteristickým rytmickým způsobem (viz animovaný obrázek vpravo). Vzhledem k nelinearitě Einsteinových rovnic se libovolně silné gravitační vlny neřídí principem superpozice, což ztěžuje jejich popis. Pro slabá pole však lze provést lineární aproximaci. Takové linearizované gravitační vlny jsou dostatečně přesným popisem extrémně slabé vlny, o kterých se předpokládá, že dorazí na Zemi jako následek událostí ve velmi vzdáleném vesmíru, které obvykle vytváří odchylky relativních vzdáleností o {\displaystyle 10^{-21}} nebo méně. Metody analýzy dat běžně využívají skutečnosti, že tyto linearizované vlny mohou být Fourierovou řadou.
Některá exaktní řešení popisují gravitační vlny bez jakékoli aproximace, např. sled vln putující prázdným prostorem nebo Gowdyho vesmír, typy rozšiřujícího se vesmíru naplněného gravitačními vlnami. Ale pro gravitační vlny produkované v astrofyzikálně významných situacích, jako je splynutí dvou černých děr, jsou v současné době numerické metody jediný způsob pro konstrukci vhodných modelů.

### Orbitální efekty a relativita směru
Obecná teorie relativity se liší od klasické mechaniky v řadě předpovědí týkajících se oběžných těles. Předpovídá celkovou rotaci (precesi) oběžných drah planet, stejně jako pokles oběžné dráhy způsobený emisí gravitačních vln a účinky související s relativitou směru.

#### Precese apsid

newtonovská (červená) vs. einsteinovská oběžná dráha (modrá) planety obíhající hvězdu

Podle obecné teorie relativity se apsidy jakékoliv oběžné dráhy (bod přiblížení nejbližšího tělesa obklopujícího centrum hmoty systému) stáčí. Oběžná dráha není čistě eliptická, podobá se spíše elipse otáčející se ve svém ohnisku, výsledná křivka má tvar podobný růžici (viz obrázek). Einstein nejprve odvodil tento výsledek použitím přibližné metriky představující newtonovskou hranici a využitím oběžného tělesa jako testovací částice. Skutečnost, že jeho teorie poskytovala jasné vysvětlení odchylky stáčení perihelia Merkuru, objevené v roce 1859 Urbainem Le Verrierem, byla pro Einsteina důležitým důkazem toho, že konečně našel správný tvar rovnic gravitačního pole.
Jev lze také odvodit buď použitím přesné Schwarzschildovy metriky (popisující prostoročas kolem sférické hmoty) nebo mnohem obecnější post-newtonovské aproximace. Je způsoben vlivem gravitace na geometrii prostoru a přenosem vlastní energie na gravitaci tělesa (zakotvenou v nelinearitě Einsteinových rovnic). Relativistická precese byla pozorována u všech planet, které umožňují přesné měření precese (Merkur, Venuše a Země), stejně jako v binárních pulsarových systémech, kde je o pět řádů větší.
V obecné teorii relativity je posun perihelia σ, vyjádřený v radiánech za otáčku, dán přibližně:
{\displaystyle \sigma ={\frac {24\pi ^{3}L^{2}}{T^{2}c^{2}(1-e^{2})}}\,}
kde:
- L je velká poloosa dráhy
- T je doba oběhu
- {\displaystyle c} je rychlost světla
- e je excentricita dráhy

#### Pokles oběžné dráhy

Pokles oběžné dráhy pro PSR1913+16: časový posun v sekundách, sledovaný v průběhu tří desetiletí.

Podle obecné teorie relativity binární systém vyzařuje gravitační vlny, čímž ztrácí energii. Kvůli této ztrátě se vzdálenost mezi oběma těmito tělesy snižuje, stejně jako jejich doba oběhu. V rámci sluneční soustavy nebo pro běžné dvojité hvězdy je účinek příliš malý, aby byl pozorovatelný. To ale není případ blízkého binárního pulsaru, systému dvou obíhajících neutronových hvězd, z nichž jedna je pulsar: od pulsaru pozorovatelé na Zemi dostávají pravidelnou řadu rádiových pulsů, které mohou sloužit jako vysoce přesné hodiny, což umožňuje přesné měření oběžné dráhy. Protože neutronové hvězdy jsou nesmírně kompaktní, vyzařují značné množství energie ve formě gravitačního záření.
První pozorování poklesu doby oběhu vlivem emise gravitačních vln provedl Russell Hulse a Joseph Taylor pomocí binárního pulsaru PSR1913+16, který objevili v roce 1974. Jednalo se o první, byť nepřímou, detekci gravitačních vln, za kterou jim byla v roce 1993 udělena Nobelova cena za fyziku. Od té doby bylo nalezeno několik dalších binárních pulsarů, zvláště dvojitý pulsar PSR J0737-3039, ve kterém jsou pulsary obě hvězdy.

#### Geodetický efekt a stáčení prostoročasu
Několik relativistických efektů přímo souvisí s relativitou směru. Jedním z nich je geodetický efekt: osový směr gyroskopu ve volném pádu v zakřiveném prostoročasu se změní ve srovnání například se směrem světla přicházejícího od vzdálených hvězd – i když takový gyroskop představuje způsob, jak udržet směr jak jen to je možné stabilně („Paralelní přenos“). Pro systém Měsíc-Země byl tento efekt změřen pomocí odrazu laserového paprsku od Měsíce. V poslední době byla změřena pro testování hmotností na palubě družice Gravity Probe B s přesností lepší než 0,3 %.
V blízkosti rotující hmoty se objevují gravitomagnetické efekty neboli strhávání časoprostoru (Lensův-Thirringův jev). Vzdálenému pozorovateli se zdá, že objekty blízko masivního tělesa se stáčí kolem tohoto tělesa. Nejvíce extrémní je to pro rotující černé díry, kde je rotace nevyhnutelná pro jakýkoli objekt vstupující do zóny známé jako ergosféra. Takové účinky mohou být opět testovány díky jejich vlivu na orientaci gyroskopů při volném pádu. Poněkud sporné testy byly provedeny pomocí satelitů LAGEOS, což potvrdilo relativistické předpovědi. Byla také využita sonda Mars Global Surveyor obíhající kolem Marsu.

## Astrofyzikální aplikace

### Gravitační čočka

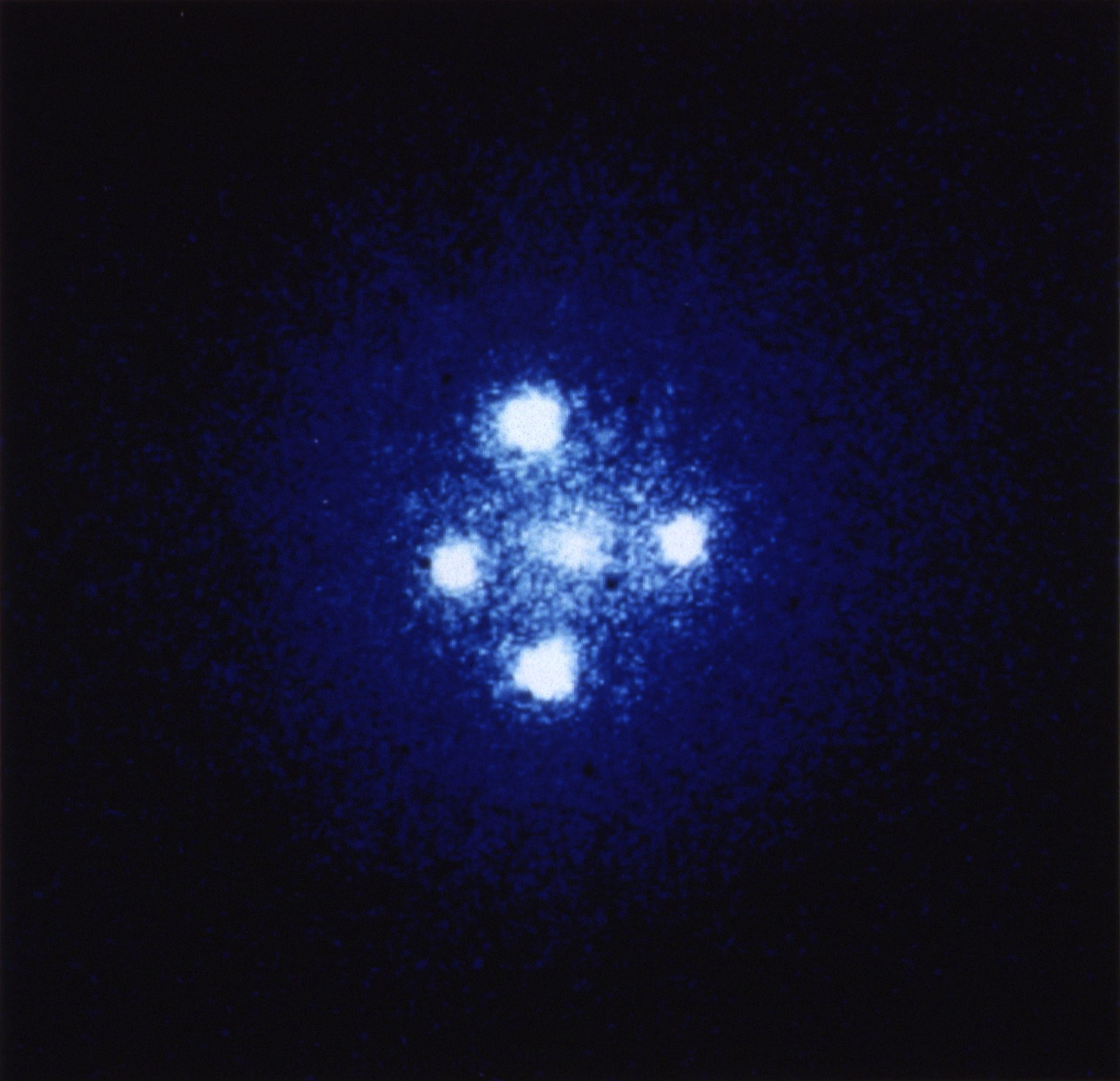
Einsteinův kříž: čtyři obrazy stejného astronomického objektu, vytvořené gravitačním čočkováním

Zakřivení paprsků světla gravitací je zodpovědné za novou třídu astronomických jevů. Pokud je mezi astronomem a vzdáleným cílovým objektem umístěn masivní objekt s vhodnou hmotností a vhodnou relativní vzdáleností, astronom uvidí několik deformovaných obrazů zdroje. Takové účinky jsou známé jako gravitační čočky. V závislosti na konfiguraci, rozměrech a rozložení hmoty může vzniknout dva nebo více obrazů, jasný prsten známý jako Einsteinův prstýnek nebo částečné prstence nazvané oblouky.
První případ byl objeven v roce 1979; od té doby byly pozorovány stovky gravitačních čoček. Dokonce i když je více obrazů příliš blízko k sobě, aby bylo možné je vyřešit, efekt může být stále měřen, např. jako celkové zesvětlení cílového objektu; bylo zaznamenáno několik takových „událostí gravitačního mikročočkování“.
Gravitační čočka se rozvinula v nástroj pozorování oblohy. Používá se k detekci přítomnosti a rozdělení temné hmoty, k poskytnutí „přírodního dalekohledu“ pro pozorování vzdálených galaxií a k získání nezávislého odhadu Hubbleovy konstanty. Statistické vyhodnocení údajů z čoček poskytuje cenný pohled na strukturální vývoj galaxií.

### Gravitační astronomie

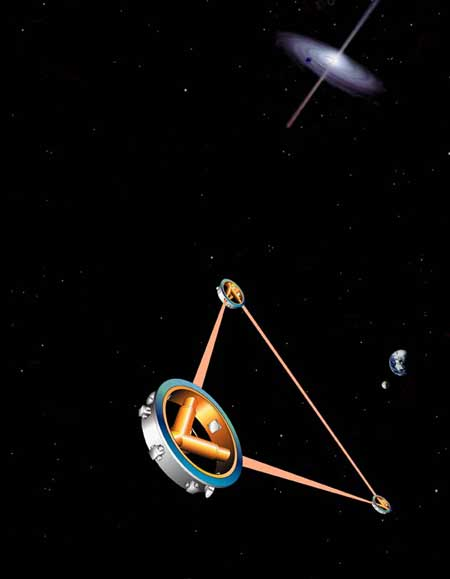
Umělecká představa vesmírného gravitačního vlnového detektoru LISA

Pozorování binárních pulsarů poskytuje silné nepřímé důkazy o existenci gravitačních vln (viz pokles dráhy výše). Detekce těchto vln je hlavním cílem současného výzkumu souvisejícího s relativitou. V současnosti je v provozu několik pozemních detektorů gravitačních vln, zejména interferometrické detektory gravitačních vln GEO 600, LIGO (dva detektory), TAMA 300 a VIRGO. Různá časová pole pulsaru používají milisekundové pulzy pro detekci gravitačních vln v kmitočtovém rozsahu 10−9 až 10−6 hertzů, který pochází z binárních superobřích černých děr. V současnosti je ve vývoji evropský vesmírný detektor eLISA / NGO, jehož předcházející mise (LISA Pathfinder) byla zahájena v prosinci 2015.
Pozorování gravitačních vln slibuje doplnění pozorování v elektromagnetickém spektru. Očekává se, že poskytnou informace o černých dírách a jiných hustých objektech, jako jsou neutronové hvězdy a bílí trpaslíci, a o některých druzích kolapsů Supernov a o procesech ve velmi raném vesmíru, včetně charakteristických rysů určitých druhů hypotetických kosmických strun. V únoru 2016 vědecký tým aLIGO oznámil, že detekoval gravitační vlny ze splynutí černých děr.

### Černé díry a další kompaktní předměty
Vždy, když se poměr hmotnosti objektu k jeho poloměru stává dostatečně velkým, obecná teorie relativity předpovídá vznik černé díry, oblasti v prostoru, ze které nic, ani světlo, nemůže uniknout. V současnosti přijímaných modelech vývoje hvězd jsou neutronové hvězdy kolem 1,4 sluneční hmotnosti a hvězdné černé díry s hmotností několika až několika desítek sluncí považovány za konečný stav vývoje masivních hvězd. Obvykle má galaxie ve svém středu jednu obří černou díru s hmotností několika milionů až několik miliard hmotností Slunce, a o její přítomnosti se předpokládá, že hraje důležitou roli při vzniku galaxie a větších kosmických struktur.

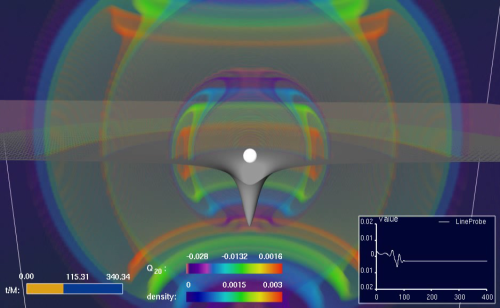
Simulace založená na rovnicích obecné teorie relativity: hvězda se zhroutila, aby vytvořila černou díru a přitom emitovala gravitační vlny

Astronomicky nejdůležitější vlastností kompaktních objektů je, že poskytují nadmíru účinný mechanismus pro přeměnu gravitační energie na elektromagnetické záření. Akrece, pád prachu nebo plynné hmoty do hvězdné nebo obří černé díry, se považuje za zodpovědný za některé velkolepě zářící astronomické objekty, zejména různé druhy aktivních galaktických jader v galaktických mírách a hvězdných objektech, jako jsou mikrokvasary. Zejména akrece může vést k relativistickým výtryskům, soustředěným paprskům vysoce energetických částic, které jsou vymrštěny do prostoru téměř rychlostí světla.
Obecná teorie relativity hraje ústřední roli při modelování všech těchto jevů a pozorování poskytují silné důkazy o existenci černých děr s vlastnostmi předpověděnými teorií.
Černé díry jsou také vyhledávanými cíli při hledání gravitačních vln (srov. gravitační vlny, výše). Spojení binárních černých děr by mělo vést k tomu, že některé z nejsilnějších signálů gravitačních vln dopadnou na detektory na Zemi a fáze přímo před spojením („cvrlikání“) by mohla být použita jako standardní svíčka pro odvození vzdálenosti k událostem spojování – a proto slouží jako sonda kosmické expanze na velké vzdálenosti. Gravitační vlny produkované, když se hvězdná černá díra vrhá do obří černé díry, by proto měly poskytovat přímé informace o geometrii obřích černých děr.

### Kosmologie

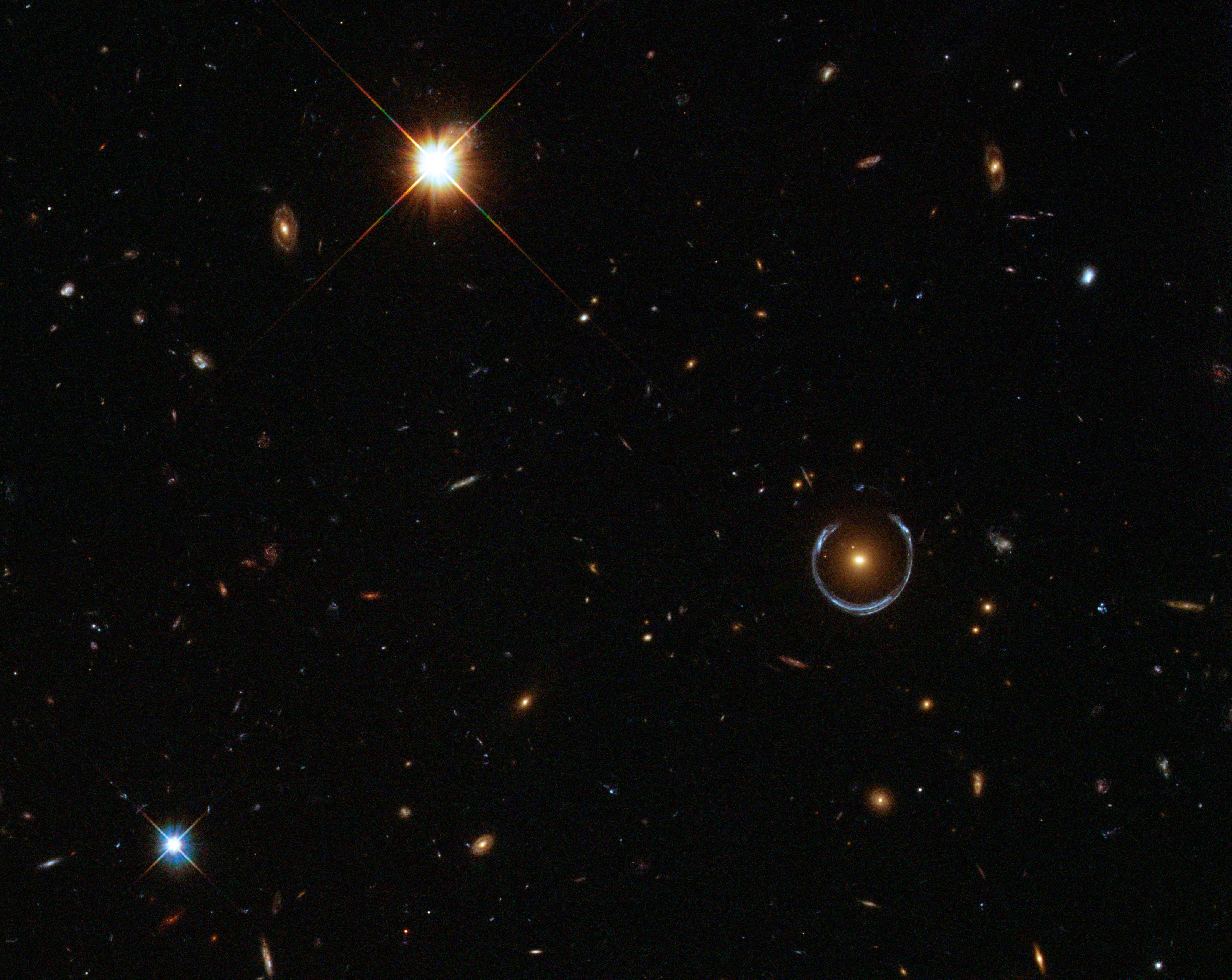
Modrá podkova vpravo od středu obrázku je obraz vzdálené galaxie zvětšený gravitačním působením bližší masivní červené galaxie zobrazené uvnitř podkovy; obraz vzdálenější galaxie je zdeformovaný do tvaru téměř úplného kruhu.

Současné modely kosmologie jsou založeny na Einsteinových rovnicích gravitačního pole, které zahrnují kosmologickou konstantu Λ, která má významný vliv na rozsáhlou dynamiku vesmíru,
{\displaystyle R_{\mu \nu }-{\textstyle 1 \over 2}R\,g_{\mu \nu }+\Lambda \ g_{\mu \nu }={\frac {8\pi G}{c^{4}}}\,T_{\mu \nu }}
kde {\displaystyle g_{\mu \nu }} je metrika prostoročasu. Izotropní a homogenní řešení těchto rozšířených rovnic, Friedmann-Lemaître-Robertson-Walkerovo řešení, umožňují fyzikům modelovat vesmír, který se vyvinul za posledních 14 miliard let z horké rané fáze velkého třesku. Jakmile je v astronomickém pozorování fixováno malé množství parametrů (například průměrná hustota hmoty vesmíru), mohou být k testování použity další pozorovací údaje. Předpovědi, všechny úspěšné, zahrnují počáteční množství chemických prvků vytvořených v období primární nukleosyntézy, rozsáhlou strukturu vesmíru a existenci a vlastnosti „ozvěny sálání“ z raného kosmu, tzv. kosmického mikrovlnného pozadí.
Astronomické pozorování kosmologické rychlosti rozpínání umožňují odhadnout celkové množství hmoty ve vesmíru, i když povaha této záležitosti zůstává zčásti tajemná. Zdá se, že přibližně 90 % veškeré hmoty je temnou hmotou, která má hmotnost (nebo ekvivalentně gravitační účinek), ale nepůsobí elektromagneticky, a proto nemůže být přímo pozorována. V rámci známé fyziky částic nebo jinde neexistuje obecně přijímaný popis tohoto nového druhu hmoty. Pozorované důkazy z průzkumů rudých posunů vzdálených supernov a měření kosmického záření také ukazují, že vývoj našeho vesmíru je významně ovlivněn kosmologickou konstantou, která vede k zrychlení rozpínání vesmíru nebo ekvivalentní formou energie s neobvyklou stavovou rovnicí, známou jako temná energie, jejíž povaha zůstává nejasná.
Inflační fáze, dodatečná fáze silně zrychlené expanze v kosmickém čase kolem 10−33 sekund, byla představena jako hypotéza v roce 1980, kdy se vyskytlo několik záhadných pozorování, které nebyly vysvětleny klasickými kosmologickými modely, jako byla téměř dokonalá homogenita záření kosmického pozadí. Nedávná měření kosmického záření vedly k prvnímu důkazu tohoto scénáře. Existuje však ohromující škála možných inflačních scénářů, které nelze omezit současnými pozorováními. Ještě větší otázkou je fyzika nejstaršího vesmíru před inflační fází a blízká době, kdy klasické modely předpovídají singularitu velkého třesku. Směrodatná odpověď by vyžadovala úplnou teorii kvantové gravitace, která ještě nebyla zformulována (viz kapitola o kvantové gravitaci níže).

### Cestování včase
Kurt Gödel ukázal, že existují řešení Einsteinových rovnic, které obsahují uzavřené časupodobné křivky (UČK), které umožňují smyčky v čase. Řešení vyžadují extrémní fyzikální podmínky, které se v praxi pravděpodobně neobjeví a zůstává otevřenou otázkou, zda je další fyzikální zákony zcela nevyloučí. Od té doby byly nalezeny další podobně nepraktické řešení obsahující UČK, jako je například Tiplerův válec a průchozí červí díra.

## Pokročilé koncepty

### Příčinná struktura a globální geometrie

Penrose-Carterův diagram nekonečného Minkowského vesmíru

V obecné teorii relativity žádné hmotné těleso nedokáže dohonit nebo předstihnout světelný impuls. Žádný účinek události A nedosáhne jiné místo X před dopadem světla z A na X. V důsledku toho zkoumání všech světelných světočar (nulových geodetik) poskytuje klíčové informace o kauzální struktuře prostoročasu. Tato struktura může být zobrazena pomocí Penroseových diagramů, ve kterých jsou nekonečně velké oblasti prostoru a nekonečné časové intervaly zmenšeny („kompaktní“) tak, aby se vešly na konečnou mapu, zatímco světlo stále cestuje po diagonálách jako ve standardních prostoročasových schématech.
S vědomým důležitosti významu příčinné struktury Roger Penrose a další vyvinuli to, co je známo jako globální geometrie. V globální geometrii nejsou předmětem studia žádná partikulární řešení (nebo rodina řešení) Einsteinových rovnic. Spíše se vztahy, které platí pro všechny geodetiky, jako je Raychaudhuriova rovnice a další nespecifické předpoklady o povaze hmoty (obvykle ve formě energetických podmínek), používají k odvození obecných výsledků.

### Horizonty událostí
Pomocí globální geometrie mohou být některé prostoročasy zobrazeny tak, že obsahují hranice nazývané horizonty událostí, které ohraničují jednu oblast od zbytku prostoročasu. Nejznámějšími příklady jsou černé díry: jestliže je hmota stlačena do dostatečně malého prostoru (podle tzv. obručové hypotézy je příslušným rozměrovým měřítkem Schwarzschildův poloměr), žádné světlo zevnitř nemůže uniknout ven. Vzhledem k tomu, že žádný objekt nemůže předstihnout světelný impuls, je taktéž uvězněna veškerá vnitřní hmota. Průchod z vnějšku do vnitřku stále zůstává možný, což ukazuje, že hranice, horizont černé díry, není fyzickou bariérou.

Ergosféra rotující černé díry, která hraje klíčovou roli při získávání energie z takové černé díry

Časné studie černých děr se opíraly o explicitní řešení Einsteinových rovnic, konkrétně o sféricky symetrické Schwarzschildovo řešení (používané k popisu statické černé díry) a o osově symetrické Kerrově metrice (používané k popisu rotující, stacionární černé díry, které přivádí zajímavé vlastností, jako je ergosféra). Pozdější studie za pomocí globální geometrie ukázaly obecnější vlastnosti černých děr. Z dlouhodobého hlediska jsou to spíše jednoduché objekty charakterizované jedenácti parametry specifikujícími energii, lineární hybnost, moment hybnosti, polohu v určitém čase a elektrický náboj. To je uvedeno v teorémech o jedinečnosti černé díry: „černé díry nemají vlasy“, to znamená že nemají žádné rozlišovací znaky jako jsou například účesy lidí. Bez ohledu na složitost gravitačního objektu, který se zhroutí, aby vytvořil černou díru, je výsledný objekt (vysílající gravitační vlny) velmi jednoduchý.
Ještě více pozoruhodné je, že existuje obecná sada zákonů známá jako termodynamika černých děr, která je analogická termodynamickým zákonům. Například podle druhého zákona termodynamiky černých děr plocha (povrch) horizontu událostí obecné černé díry je v čase neklesající, podobně jako entropie termodynamického systému. To omezuje energii, kterou lze získat klasickými prostředky z rotující černé díry (např. pomocí Penroseova procesu). Existují silné důkazy, že zákony termodynamiky černé díry jsou ve skutečnosti podmnožinou zákonů termodynamiky a že povrch černé díry je úměrný její entropii. To vede k úpravě původních zákonů termodynamiky černé díry: například když druhý zákon termodynamiky černé díry se stává součástí druhého zákona termodynamiky, je možné, že oblast černých děr klesá – dokud ostatní procesy zajistí, že celkově se entropie zvyšuje. Jako termodynamické objekty s nenulovou teplotou by měly černé díry vyzařovat tepelné záření. Poloklasické výpočty naznačují, že to skutečně dělají, přičemž povrchová hmotnost hraje roli teploty v Planckově zákonu. Toto záření je známé jako Hawkingovo záření (viz níže sekce kvantové teorie).
Existují i jiné typy horizontů. V rozpínajícím se vesmíru může pozorovatel zjistit, že některé oblasti minulosti nelze pozorovat („částicový horizont“) a některé oblasti budoucnosti nemohou být ovlivněny (horizont událostí). Dokonce i v plochém Minkowského prostoru, který je popisován zrychleným pozorovatelem (Rindlerův prostor), budou existovat horizonty spojené s poloklasickým zářením známým jako Unruhův jev.

### Singularity
Dalším obecným rysem obecné teorie relativity je výskyt hranic prostoročasu známých jako singularity. Prostoročas může být prozkoumán sledováním časupodobných a světlupodobných geodetik – všech možných způsobů, jak může světlo a částice ve volném pádu cestovat. Některá řešení Einsteinových rovnic však mají „ostré okraje“ – oblasti známé jako gravitační singularity, kde dráhy světla a padajících částic náhle končí a geometrie se stává špatně definovanou. V zajímavějších případech se jedná o „singularity zakřivení“, kde geometrické veličiny charakterizující zakřivení prostoročasu, jako je Ricciho skalár, nabývají nekonečné hodnoty. Známé příklady prostoročasů s budoucími singularitami – kde končí světočáry – jsou Schwarzschildovo řešení, které popisuje singularitu uvnitř věčně statické černé díry nebo Kerrova řešení s prstencovitou singularitou ve věčně rotující černé díře. Friedmann-Lemaître-Robertson-Walkerovo řešení a další prostoročasové popisy vesmíru mají singularity v minulosti, ve kterých světočáry začínají, a to singularitu Velkého třesku, a jiné mají budoucí singularitu (Velkého křachu).
Vzhledem k tomu, že všechny tyto příklady jsou velmi symetrické – a tedy zjednodušené – nabízí se závěr, že výskyt singularit je artefaktem idealizace. Známé singulární teorémy, které prokázaly použití metod globální geometrie, říkají jinak: singularity jsou obecnou vlastností obecné teorie relativity a jsou nevyhnutelné, jakmile kolaps objektu s realistickými vlastnostmi prošel určitou etapou a také na začátek široké třídy rozšiřujících se vesmírů. Nicméně teorémy velmi málo říkají o vlastnostech singularit a většina současného výzkumu je věnována charakterizování generické struktury těchto entit (navržená hypotéza např. BKL singularity). Hypotéza kosmické cenzury uvádí, že všechny realistické budoucí singularity (bez dokonalých symetrií, hmota s realistickými vlastnostmi) jsou bezpečně ukryty za horizontem a tedy neviditelné pro všechny vzdálené pozorovatele. Zatím neexistují žádné formální důkazy, výsledky numerických simulací však podporují její platnost.

### Evoluční rovnice
Každé řešení Einsteinových rovnic zahrnuje celou historii vesmíru. Popisuje stav hmoty a geometrii všude a v každém okamžiku v tomto konkrétním vesmíru. Kvůli své obecné kovarianci Einsteinova teorie sama o sobě nestačí k určení časové evoluce metrického tenzoru. Musí být kombinována s podmínkami souřadnic, které jsou analogické ke kalibraci měřidel v jiných teoriích pole.
Abychom pochopili Einsteinovy rovnice jako parciální diferenciální rovnice, je užitečné je formulovat takovým způsobem, který popisuje vývoj vesmíru v čase. To se děje ve vyjádření „3 + 1“, kde je prostoročas rozdělen na tři rozměry prostoru a jednu časovou dimenzi. Nejznámějším příkladem je ADM formalismus. Tyto rozklady ukazují, že prostoročas evoluční rovnice obecné teorie relativity se dobře chovají: řešení vždy existují a jsou jednoznačně definovány, jakmile byly specifikovány vhodné výchozí podmínky. Takové formulace Einsteinových rovnic pole jsou základem numerické relativity.

### Globální a kvazi-místní veličiny
Pojem evolučních rovnic je úzce spojen s jiným aspektem obecné relativistické fyziky. V Einsteinově teorii se ukázalo nemožné najít obecnou definici pro zdánlivě jednoduchou vlastnost, jakou je celková hmotnost (nebo energie) systému. Hlavním důvodem je to, že gravitačnímu poli, jako každému fyzikálnímu poli, musí být připsána určitá energie, ale přitom je fundamentálně nemožné tuto energii lokalizovat.
Nicméně existují možnosti definovat celkovou hmotnost systému buď pomocí hypotetického „nekonečně vzdáleného pozorovatele“ (ADM hmotnost) nebo pomocí vhodných symetrií (Komarova hmotnost). Pokud vyloučíme z celkové hmotnosti systému energii, která je gravitačními vlnami odnášena do nekonečna, je výsledkem Bondiho hmotnost v nulovém nekonečnu. Stejně jako v klasické fyzice lze prokázat, že tyto hmotnosti jsou kladné. Pro hybnost a moment hybnosti existují odpovídající globální definice. Četné pokusy se snažily definovat kvazi-lokální veličiny, jako je hmotnost izolovaného systému formulovaného za použití pouze veličin definovaných v konečné oblasti prostoru obsahujícího tento systém. Je naděje, že se získá veličina užitečná pro obecná tvrzení o izolovaných soustavách, jako je například přesnější formulace obručové domněnky.

## Vztah skvantovou teorií
Pokud je obecná teorie relativity považována za jeden ze dvou pilířů moderní fyziky, potom by kvantová teorie, základ pochopení hmoty od elementárních částic po fyziku pevných látek, byla druhá. Nicméně je stále otevřenou otázkou, jak sladit kvantovou teorii s obecnou teorií relativity.

### Kvantová teorie pole vzakřiveném prostoročasu
Obvyklé kvantové teorie pole, které tvoří základ moderní fyziky elementárních částic, jsou definovány v plochém Minkowského prostoru, což je vynikající aproximace, pokud jde o popis chování mikroskopických částic ve slabých gravitačních polích, jako jsou ty, které se nacházejí na Zemi. Aby bylo možné popsat situace, kdy je gravitace dostatečně silná k ovlivnění (kvantové) hmoty, přestože není dostatečně silná k tomu, aby vyžadovala kvantizaci, fyzikové formulovali kvantové teorie pole v zakřiveném prostoročasu. Tyto teorie se spoléhají na obecnou teorii relativity k popisu zakřiveného prostoročasu a definují obecnou teorii kvantového pole, která popisuje chování kvantové hmoty v tomto prostoročasu. Pomocí tohoto formalismu lze prokázat, že černé díry vyzařují spektrum částic absolutně černého telesa známých jako Hawkingovo záření, což vede k možnosti, že se časem vypaří. Jak již bylo zmíněno výše, toto záření hraje důležitou roli v termodynamice černých děr.

### Kvantová gravitace

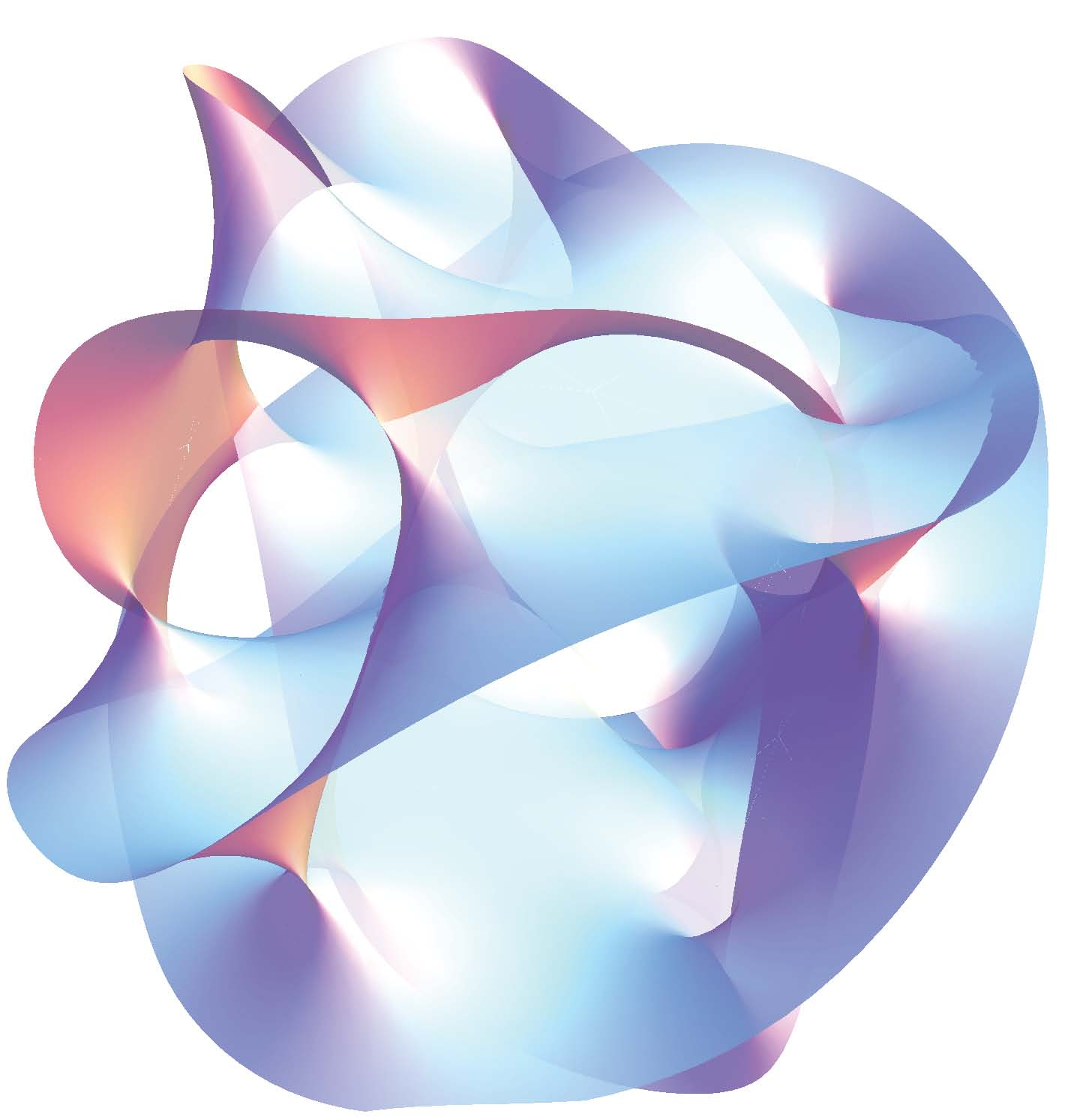
Projekce Calabiho–Yauovy variety, jednoho ze způsobů kompaktifikace dodatečných dimenzí definovaných teorií strun

Jednoduchá spinová síť typu používaného ve smyčkové kvantové gravitaci.

Požadavek na ucelenost mezi kvantovým popisem hmoty a geometrickým popisem prostoročasu, stejně jako výskyt singularit (kde se stupnice délky zakřivení stávají mikroskopickými), naznačují potřebu úplné teorie kvantové gravitace: pro vhodný popis vnitřku černých děr a velmi raného vesmíru je nutná teorie, v níž je v jazyce kvantové fyziky popsána gravitace a související geometrie prostoročasu. Navzdory velkým snahám není v současné době známa žádná úplná a konzistentní teorie kvantové gravitace, i když existuje řada slibných kandidátů.
Pokusy o zobecnění obvyklé kvantové teorie pole používané v elementární fyzice částic k popisu základních interakcí tak, aby zahrnovaly gravitaci, vedou k vážným problémům. Někteří tvrdí, že při nízkých energiích je tento přístup úspěšný, protože vede k přijatelné efektivní kvantové teorii gravitace. Při velmi vysokých energiích jsou však perturbační výsledky špatně divergentní a vedou k modelům bez předvídatelné síly („perturbační ne-renormalizace“).
Jedním z pokusů překonat tato omezení je teorie strun, kvantová teorie nikoliv bodových částic, ale nepatrných jednorozměrně protažených objektů. Teorie slibuje být jednotným popisem všech částic a interakcí, včetně gravitace; cenou za to jsou neobvyklé vlastnosti, jako šest rozměrů prostoru navíc k obvyklým třem. Takzvaná druhá superstrunová revoluce ve 2. polovině 90. let přinesla hypotézu, že jak teorie strun, tak sjednocení obecné teorie relativity a supersymetrie známé jako supergravitace tvoří součást hypotetického jedenáctirozměrného modelu známého jako M-teorie, což by představovalo jednoznačně definovanou a konzistentní teorii kvantové gravitace.
Jiný přístup začíná kanonickými kvantovacími postupy kvantové teorie. Použitím formulace počáteční hodnoty obecné teorie relativity (viz výše uvedené evoluční rovnice) je výsledkem Wheeler-deWittova rovnice (analogie Schrödingerovy rovnice), která se bohužel ukázala jako špatně definována bez řádné ultrafialové (mřížkové) hranice. Nicméně zavedením toho, co je nyní známo jako Aštekarovy proměnné, vede ke slibnému modelu známému jako smyčková kvantová gravitace. Prostor je reprezentován pavučinovou strukturou nazývanou spinová síť, která se vyvíjí v průběhu času v nespojitých krocích.
V závislosti na tom, které vlastnosti obecné teorie relativity a kvantové teorie jsou přijímány beze změny a na jakých úrovních jsou zavedeny změny existuje řada dalších pokusů dospět k životaschopné teorii kvantové gravitace. Některé příklady jsou mřížková teorie gravitace založená na přístupu Feynmanova dráhového integrálu a Reggeova kalkulu, dynamická triangulace, kauzální množiny, modely twistoru nebo modely založené na integrální cestě kvantové kosmologie.
Všechny kandidátské teorie stále mají velké formální a koncepční problémy, které je třeba překonat. Čelí také společnému problému, že dosud neexistuje způsob, jak dát předpovědi kvantové gravitace k experimentálním zkouškám (a tedy rozhodnout mezi kandidáty, kde se jejich předpovědi liší), i když existuje naděje, že se to změní, protože budou k dispozici budoucí údaje z kosmologických pozorování a experimentů s částicovou fyzikou.

## Současný stav

Pozorování gravitačních vln ze zdroje GW150914 vzniklého srážkou dvou černých děr.

Obecná teorie relativity se ukázala jako velmi úspěšný model gravitace a kosmologie, který dosud prošel mnoha jednoznačnými pozorovacími a experimentálními testy. Existují však silné náznaky, že teorie je neúplná. Problém kvantové gravitace a otázka reality prostoročasových singularit zůstávají otevřené. Pozorované údaje, které jsou považovány za důkaz temné energie a temné hmoty, mohou naznačovat potřebu nové fyziky. I přesto má samotná obecná teorie relativity bohaté možnosti dalšího zkoumání. Matematičtí relativisté se snaží porozumět povaze singularit a základním vlastnostem Einsteinových rovnic zatímco numeričtí relativisté používají stále výkonnější počítačové simulace (například ty, které popisují splynutí černých děr). V únoru 2016 bylo oznámeno, že dne 14. září 2015 byla vědeckým týmem aLIGO přímo detekována existence gravitačních vln. Obecná teorie relativity zůstává století po jejím zavedení velmi aktivní oblastí výzkumu.